# Oslo Stift
Oslo Stift er Den Norske Kirkes stift for kommunene Oslo, Asker og Bærum. Det regnes af Den Norske Kirke som et af Norges fem oprindelige stifter med sin oprettelse omkring år 1070.
Oslo stift omfatter fire kirkelige fællesråd (Oslo, Asker, Bærum og Døvekirkernes Fællesråd), ni provstier (Døveprovstiet, Feltpræstkorpset, Oslo Domprovsti, Søndre Aker Provsti, Østre Aker Provsti, Nordre Aker Provsti, Vestre Aker Provsti og Asker og Bærum Provsti) og 73 sogne.

## Bisperækken

### Biskopper førreformationen
- Asgaut, ca. 1070/92, missionsbiskop.
- Torolv
- Aslak
- Geisard (Gerhard)
- Kol Torkelson – 1122/33.
- Peter
- ? –1157 Vilhelm
- 1157/61–1170 Torsteinn
- 1170–1190 Helge I
- 1190–1225 Nikolas Arnesson
- 1126–1244 Orm
- 1247–1248 Torkell
- 1248–1267 Håkon (fra 1267 ærkebiskop af Nidaros).
- 1267–1287 Andres
- 1288–1303 Eyvind
- 1304–1322 Helge II
- 1322–1351 Salomon Toraldson
- 1352–1354 Gyrd Aslason
- 1352–1358 Sigfrid, O.P.
- 1359–1370 Hallvard Bjørnarsson
- 1373–1385 Jon
- 1386–1407 Eystein Aslaksson
- 1407 Aslak Hartviktsson Bolt, biskop af Bergen fra 1408
- 1408–1420 Jakob Knutson, biskop af Bergen 1401–1407
- 1420–1452 Jens Jakobssøn, dansk
- 1453–1483 Gunnar Tjostulvsson Holk
- 1483–1488 Nils Audensson Kalib
- 1489–1505 Herlog Vigleiksson Korning
- 1506–1521 og 1524 Anders Mus
- 1521–1524 Magister Hans Mule
- 1525–1537 Hans Rev

### Biskopper siden 1541
- 1541–1545 Hans Rev
- 1545–1548 Anders Madssøn
- 1548–1580 Frants Berg
- 1580–1600 Jens Nilssøn
- 1601–1607 Anders Bendssøn Dall
- 1607–1617 Niels Clausen Senning
- 1617–1639 Niels Simonsen Glostrup
- 1639–1646 Oluf Boesen
- 1646–1664 Henning Stockfleth
- 1664–1699 Hans Rosing
- 1699–1712 Hans Munch
- 1713–1730 Bartholomæus Deichman
- 1731–1737 Peder Hersleb
- 1738–1758 Niels Dorph
- 1758–1773 Frederik Nannestad
- 1773–1804 Christian Schmidt
- 1805–1822 Frederik Julius Bech
- 1823–1845 Christian Sørenssen
- 1846–1874 Jens Lauritz Arup
- 1875–1893 Carl Peter Parelius Essendrop
- 1893–1896 Fredrik Wilhelm Klumpp Bugge
- 1896–1912 Anton Christian Bang
- 1912–1922 Jens Frølich Tandberg
- 1922–1937 Johan P. Lunde
- 1937–1951 Eivind Berggrav
- 1951–1968 Johannes Smemo
- 1968–1973 Fridtjov Søiland Birkeli
- 1973–1977 Kaare Støylen
- 1977–1998 Andreas Aarflot
- 1998–2005 Gunnar Stålsett
- 2005–2017 Ole Christian Mælen Kvarme
- 2017 Kari Veiteberg